# Pierre de Latil
Pour les articles homonymes, voir Latil.
Pierre de Latil, né Pierre Porte 7 août 1903 à Nice et mort le 21 juin 2001 à Paris 17e, est un journaliste scientifique français connu pour ses ouvrages de vulgarisation, également auteur d'ouvrages pour la jeunesse.

## Parcours
Passionné par le scoutisme, il a couvert le Jamboree mondial de 1947 pour Le Figaro et fut un des rédacteurs de Jamboree France. Il a dirigé la collection L'Équipée aux éditions de l'Arc (éditeur catholique).
Il est l'auteur en 1953 de l'un des premiers ouvrages d'introduction à la cybernétique et travailla sur plusieurs essais avec Jacques Bergier.
Il a été chroniqueur scientifique au Figaro et président de l'AJSPI, l'Association des journalistes scientifiques de la presse d'information en 1968.
À ce titre, il couvrit la tentative (techniquement réussie, mais improductive) de franchissement du Passage du Nord-Ouest du pétrolier brise-glace géant Manhattan voulue par la société Exxon pour acheminer le pétrole d'Alaska vers l'Atlantique, à travers le grand nord canadien, un projet qui aurait fait courir de grands risques de marée noire dans un environnement fragile.
Il a publié des articles notamment dans les revues Science et vie, Sciences et avenir, Arts et spectacles, et l'hebdomadaire Demain dont Jacques Robin était le directeur. Plusieurs de ses ouvrages ont été traduits à l'étranger (anglais, espagnol, portugais, tchèque, roumain...).

## Œuvre
(liste non exhaustive)
Domaine du scoutisme
- 1947 : Le Camp du monde.
- 1948 : Aventures au Jamboree : ou le nœud de Carrick. Illustrations de Jacques Pecnard. Collection L'Équipée no 4. Paris : Éditions de l'Arc.

Domaine scientifique (vulgarisation)
- 1948 : Les Voyages des animaux (illustrations Igor Arnstam)
- 1951 : L'Homme chez les poissons
- 1953 : Introduction à la cybernétique : La Pensée artificielle, coll. L'avenir de la science, Gallimard[4] - traduit en anglais par Y.M. Golla sous le titre Thinking by Machine: A Study of Cybernetics, Sidgwick & Jackson, Londres, 1956 puis traduit en américain en 1957 chez Houghton Mifflin avec une préface d'Isaac Asimov.
- 1954 : Les Bêtes innombrables des mers
- 1956 : Du Nautilus au bathyscaphe (illustrations Albert Brenet)
- 1957 : Il faut tuer les robots
- 1958 : Ainsi vivrons-nous demain, éd. du Centurion.
- 1959 : Notre nouvelle patrie solaire
- 1961 : « La radioactivité », Diagrammes, no 58,‎ décembre 1961
- 1964 : « Les semi-conducteurs », Diagrammes, no 87,‎ mai 1964
- 1965 : L'Homme et la machine, Hachette.
- 1967 : « A travers le mur du son », Diagrammes, no 129,‎ novembre 1967
- 1967 : Un monde sans frontières : Merveilles des télécommunications, Hachette.
- 1969 : Opération Lune, Illustrations Raoul Auger. Bibliothèque verte, Hachette n°407 (Récit détaillé des missions Apollo 8, 10 et 11. Mis à jour après Apollo 12)
- 1971 : Opération Lune - Apollo 14, Illustrations Raoul Auger. Hachette n° 464. Quelques pages ajoutées pour évoquer la mission Apollo 14 qui n'était pas réalisée lors de la parution du n°407.
- 1982 : Les Pierres imagées, Monde & Minéraux, n°51, pp. 4-25, décembre 1982.

En collaboration
- 1954 : Visa pour demain, L'Air du temps (avec Jacques Bergier)[5]
- 1954 : À la recherche du monde marin, Plon (avec Jean Rivoire)[6]
- 1956 : Quinze hommes, un secret, Gallimard (avec Jacques Bergier)
- 1959 : Trésors engloutis (avec Jean Rivoire)
- Lune an 1 (collectif, trad.du russe Paul Kolodkine) : adaptation française et notes de Pierre de Latil.
- 1969 : La Lune et les planètes (avec Paul Ceuzin)

Divers
- 1947 : La Pension Folenfant (illustrations Édouard Bernard)
- 1947 : Les Histoires des chansons
- 1948 : La Légende des santons (illustrations Charvi)
- 1954 : Le Château des surprises, Gautier-Languereau (illustrations Manon Iessel)

## Articles liés
- Albert Ducrocq
- Michel Chevalet